# Jan Hora
Jan Hora (Praga, 25 novembre 1900 – Praga, 12 dicembre 1953) è stato un nuotatore e pallanuotista cecoslovacco.
È stato un membro della Cecoslovacchia che ha partecipato ai Giochi di Anversa 1920 e di Parigi 1924.
In seguito ha fatto parte dell'Alto Consiglio di Polizia del Ministero dell'Interno della Repubblica Cecoslovacca.